# Enoé Margarita Uranga Muñoz
Enoé Margarita Uranga Muñoz (* 1. Mai 1963) ist eine mexikanische Politikerin der Partido de la Revolución Democrática. Im 111. Kongress des Bundesdistrikts ist Uranga die Sekretärin der Menschenrechtskommission. Uranga war das erste weibliche, offen homosexuelle Mitglied einer staatlichen Legislative in der Geschichte des Landes. Seit den 1980er Jahren engagiert sie sich auch in der mexikanischen Bewegung für LGBT-Rechte.

## Leben
Sie studierte Soziologie und Sozialpolitik an der Freien Universität Berlin und Politikwissenschaft an der Universidad Autónoma Metropolitana. Von 2000 bis 2003 war sie Präsidentin der Menschenrechtskommission der Legislativversammlung von Mexiko-Stadt. Seit 2006 ist sie Abgeordnete im Kongress der Union Mexiko. Neben ihrer Arbeit in der Politik schreibt sie zahlreiche Artikel und Beiträge für politischen Magazine, hält Vorträge zu den Themen Menschenrechte, Frauenrechte und Diskriminierung und veröffentlichte zwischen 2003 und 2009 drei eigene Bücher: Memoria del Foro Social de las Américas (2004), La verdadera historia de la ciudadanía de las mujeres (2003) und Para la libertad siete leyes históricas de la IV Legislatura (2009).
Zudem ist sie Mitbegründerin und Leiterin der mexikanischen Organisation Diversity Social Equity and Democracy (DESyDe).